# ゆかいなブレディー家

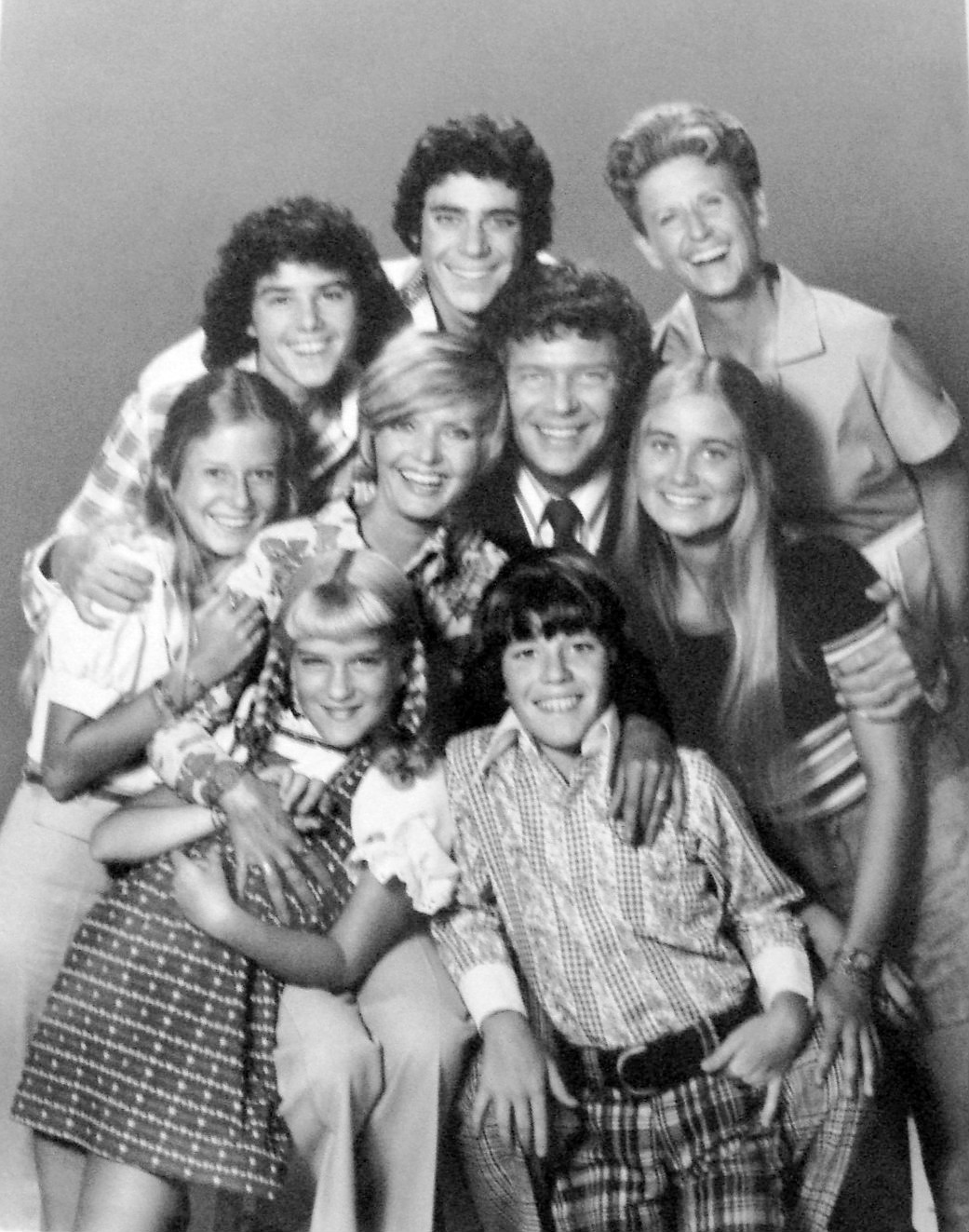
左最後列から順にピーター（クリストファー・ナイト）、グレッグ（バリー・ウィリアムズ）、アリス（アン・B・デイビス）。
左中央列から順にジャン（イブ・プラム）、キャロル（フローレンス・ヘンダーソン）、マイク（ロバート・リード）、マーシャ（モーリーン・マコーミック）。
左最前列から順にシンディ（スーザン・オルセン）とボビー（マイク・ルッキンランド）。1973年撮影。

ゆかいなブレディー家（The Brady Bunch）は1969年から1974年までアメリカ合衆国のABCテレビで放送されたシチュエーション・コメディ。 日本では1970年7月4日から1971年9月25日までフジテレビ系にて放映した。カラー30分。関東地区の放送時間は毎週土曜日18時から18時30分（JST）。

## 概説
お互いに子持ち再婚同士が結婚して織りなす、楽しく愉快な家族生活を描くホームコメディー。明るく賑やかな一家が巻き起こす姿がお茶の間をクギヅケにした。

## キャスト
| 役名                 | 俳優                       | 日本語吹き替え フジテレビ版 |
| -------------------- | -------------------------- | --------------------------- |
| マイク・ブレイディ   | ロバート・リード           | 入江洋佑 / 森川公也         |
| キャロル・ブレイディ | フローレンス・ヘンダーソン | 堀内美紀 / 平井道子         |
| アリス・ネルソン     | アン・B・デイビス          | 高橋和枝 / 京田尚子         |
| グレッグ・ブレイディ | バリー・ウィリアムズ       | 安永憲自 / 村山明           |
| マーシャ・ブレイディ | モーリーン・マコーミック   | 石崎恵美子 / 芝田清子       |
| ピーター・ブレイディ | クリストファー・ナイト     | 宇佐美豊 / 清水秀生         |
| ジャン・ブレイディ   | イブ・プラム               | 入山ひとみ / 玉川砂記子     |
| ボビー・ブレイディ   | マイク・ルッキンランド     | 長谷川諭 / 永久勲雄         |
| シンディ・ブレイディ | スーザン・オルセン         | 竹内美香 / 冨永みーな       |

- 翻訳 - 木原たけし
- 演出 - 佐藤敏夫
- 制作 - 東北新社

## 派生作品

### TV映画
- 青春の日々/ゆかいなブレディ一家 Growing Up Brady（2000）
- ゆかいなブレディー家 パパは大統領!?（2002）

### 劇場用映画
- ゆかいなブレディ一家/我が家がイチバン（1995）
- ゆかいなブレディー家/トラブルinハワイ（1996）

### アニメ作品
- わんぱくブレディ（1972–1974）